# Cheltenham Town Football Club
O Cheltenham Town Football Club é um clube de futebol da Inglaterra em sede em Cheltenham. Atualmente disputa a Football League One, que é equivalente a terceira divisão do Campeonato Inglês.

## Títulos
- Campeonato Inglês - 4ª Divisão:1

(2020-21)
•  National league:2
(1998-99)(2015-16)